# Claude Kelly
Pour les articles homonymes, voir Kelly.
Claude Kelly (connu sous le nom de « Claude »), né le 28 décembre 1980 à New York, est un auteur-compositeur-interprète américain.

## Biographie
Il a une discographie imposante, et a aussi écrit pour des artistes tels que Britney Spears, Akon, Jason Derulo, Christina Aguilera, Toni Braxton, Whitney Houston, Jordin Sparks, Kelly Clarkson, Jay Sean, Adam Lambert, Jessie J,Miley Ray Cyrus et Charice.